# جلال‌آباد (چشمه زیارت، دو)
جلال‌آباد روستایی در دهستان چشمه زیارت بخش مرکزی شهرستان زاهدان استان سیستان و بلوچستان ایران است.

## جمعیت
بر پایه سرشماری عمومی نفوس و مسکن در سال ۱۳۹۵ جمعیت این روستا ۳۱ نفر (۸خانوار) بوده‌است.